# Lorenzo Mata
Lorenzo Mata Real (Huntington Park, 2 marzo 1986) è un ex cestista statunitense con cittadinanza messicana.

## Carriera
Con il Messico ha disputato tre edizioni dei Campionati americani (2009, 2013, 2017).